# Il nostro Natale
Il nostro Natale ('R Xmas) è un film del 2001 diretto da Abel Ferrara.
Presentato nella sezione Un Certain Regard del 54º Festival di Cannes.

## Trama
Il film racconta la vicenda di una famiglia di spacciatori a New York durante il periodo natalizio. L'uomo e la sua famiglia conducono una vita agiata grazie al commercio dell'eroina. Tutto inizia col desiderio della figlia di avere come regalo natalizio la bambola 'Party Girl', ma purtroppo non è più disponibile nei negozi di giocattoli. La moglie paga una cifra spropositata per averla, mentre il marito viene rapito da una banda di spacciatori concorrenti. I due coniugi dovranno riconsiderare seriamente il loro stile di vita.